# 加州淘金夢 (專輯)
《加州淘金夢》（英語：Californication）是美國獨立搖滾樂團嗆辣紅椒的第七張錄音室專輯，於1999年6月8日由華納兄弟唱片公司發行。專輯由瑞克·魯賓操刀製作，標誌著約翰·伏許安繼先前《母奶》及《血糖性魅》合作後，正式取代前吉他手戴夫·納瓦羅而入團。自嗆辣紅椒與伏許安的再度攜手後，樂團曲風徹底轉變、截然迥異於納瓦羅時期的風格。專輯題材結合了各種常見於嗆辣紅椒先前樂風的性暗示，然而就主題而言，《加州淘金夢》較以往的意象更為多變；慾望、死亡，對自殺、毒品、全球化及旅行的省思，都可以在專輯內嗅到相關探討氣味。
《加州淘金夢》收錄了多首嗆辣紅椒的熱門歌曲，包括〈Otherside〉、〈Californication〉與獲得葛萊美獎肯定的〈Scar Tissue〉等。專輯的巔峰時期曾站上美國告示牌200第三名，同時也是嗆辣紅椒迄今最獲商業性成功的專輯，坐擁全球超過1500萬專輯銷售量，與上張專輯《One Hot Minute》（1995）的慘澹成績呈現強烈對比。《加州淘金夢》象徵著嗆辣紅椒曲風丕變的轉捩點；《滾石》的格雷格·泰特對此註解道：「高度濃縮了所有嗆辣紅椒以往的精華，《加州淘金夢》絕對使人心境頓悟。」

## 背景
嗆辣紅椒在1992年舉行備受佳評的專輯《血糖性魅》的巡迴演唱會時曾短暫與吉他手約翰·伏許安合作。演唱會落幕後，嗆辣紅椒開除了樂團的吉他手亞力克·馬歇爾，又花了一年時間找來前珍的耽溺樂團吉他手戴夫·納瓦羅入團，正式參與專輯錄製。專輯《One Hot Minute》隨後誕生，其中樂團受到納瓦羅的影響，融入了各種非嗆辣紅椒舊有特色的重金屬及迷幻搖滾元素。《One Hot Minute》取得了不錯的銷售成績，粗估賣出500萬張，然而與《血糖性魅》的大獲成功情景相去甚遠。評論方面，《One Hot Minute》也受到慘烈的批判，被評為疲弱無力、組織鬆散。在《One Hot Minute》發行後不久，納瓦羅便因團內意見分歧而被開除。
伏許安在結束與嗆辣紅椒合作的一年間染上了海洛因與古柯鹼，不但經濟因此陷入困境，還差點送命。他在1998年1月被說服到戒毒所接受康復治療。1998年4月，伏許安經過三個月療程後，跳蚤前往探視並邀請他再度加入嗆辣紅椒樂團，伏許安也欣然接受。在接下來的一週內，同時也是六年以來的第一次，嗆辣紅椒的四人現今陣容重聚，並開始了嗆辣紅椒團史全新的一頁。

## 外部連結
- 加州淘金夢 於 Google Music
- MusicBrainz上的加州淘金夢